# Quimotripsina
La Quimotripsina es una enzima que puede realizar proteólisis. La quimotripsina (EC 3.4.21.1) consiste en una cadena polipeptídica de 245 residuos, con cinco enlaces disulfuro (-S-S-). Es una enzima digestiva encargada de degradar las proteínas de los alimentos en el intestino. Es un tipo de proteasa que está en una familia conocida como serina proteasas, también conocido como serina endopeptidasas. Tienen ese nombre porque el aminoácido serina se encuentra en su centro activo.

## Activación de la quimotripsina
Las serina-proteasas se sintetizan en una forma inactiva, más grande, que permite que sean transportadas a su lugar de acción sin causar ningún daño a los tejidos por los que debe pasar. La quimotripsina se sintetiza por biosíntesis proteica como un precursor denominado quimotripsinógeno enzimáticamente inactivo. Se rompe por acción de la tripsina en dos partes que permanecen unidas por un enlace S-S, y estas moléculas de quimotripsinógeno pueden activar a otras eliminando dos pequeños péptidos en una trans-proteólisis. La molécula resultante es una quimotripsina activa, una molécula tripeptídica interconectada por enlaces disulfuro.

## Actividad y cinética de la quimotripsina
La quimotripsina in vivo es una enzima proteolítica que actúan en los sistemas digestivos de los mamíferos y otros organismos. Facilita la rotura de enlaces peptídicos por reacciones hidrolíticas, un proceso que a pesar de ser termodinámicamente favorable ocurre de forma extraordinariamente lenta en ausencia de catalizadores. El principal sustrato de la quimotripsina incluye el triptófano, tirosina, fenilalanina y metionina, que son hidrolizados en el carboxilo terminal. La quimotripsina rompe detrás de aminoácidos aromáticos. Al igual que muchas proteasas, la quimotripsina también hidroliza enlaces éster in vitro, característica que permite la utilización de sustratos análogos como el éster N-acetil-L-fenilalanina-p-nitrofenil para análisis enzimáticos.
La quimotripsina rompe los enlaces peptídicos actuando sobre el grupo carbonilo no reactivo con un potente nucleófilo, el residuo 195 de serina que se ubica en el centro activo de la enzima, que se une covalentemente al sustrato formando un intermediario enzima-sustrato.
Estos descubrimientos se basan en ensayos de inhibición y de cinéticas de los sustratos mencionados, aprovechando que en intermediario enzima-sustrato p-nitrofenolato tiene color amarillo, lo que permite medir su concentración mediante técnicas de absorbancia a 400 nm.
Se ha descubierto que la reacción de la quimotripsina con su sustrato ocurre en dos etapas, una primera fase de "ignición" al principio de la reacción y un estado estacionario posterior, siguiendo la cinética de Michaelis-Menten. La forma de actuar de la quimotripsina se explica como una hidrólisis que ocurre en dos pasos: primero se acila el sustrato para formar un intermediario enzima acilada que posteriormente pierde el grupo acil para devolver la enzima a su estado original.